# T Scorpii

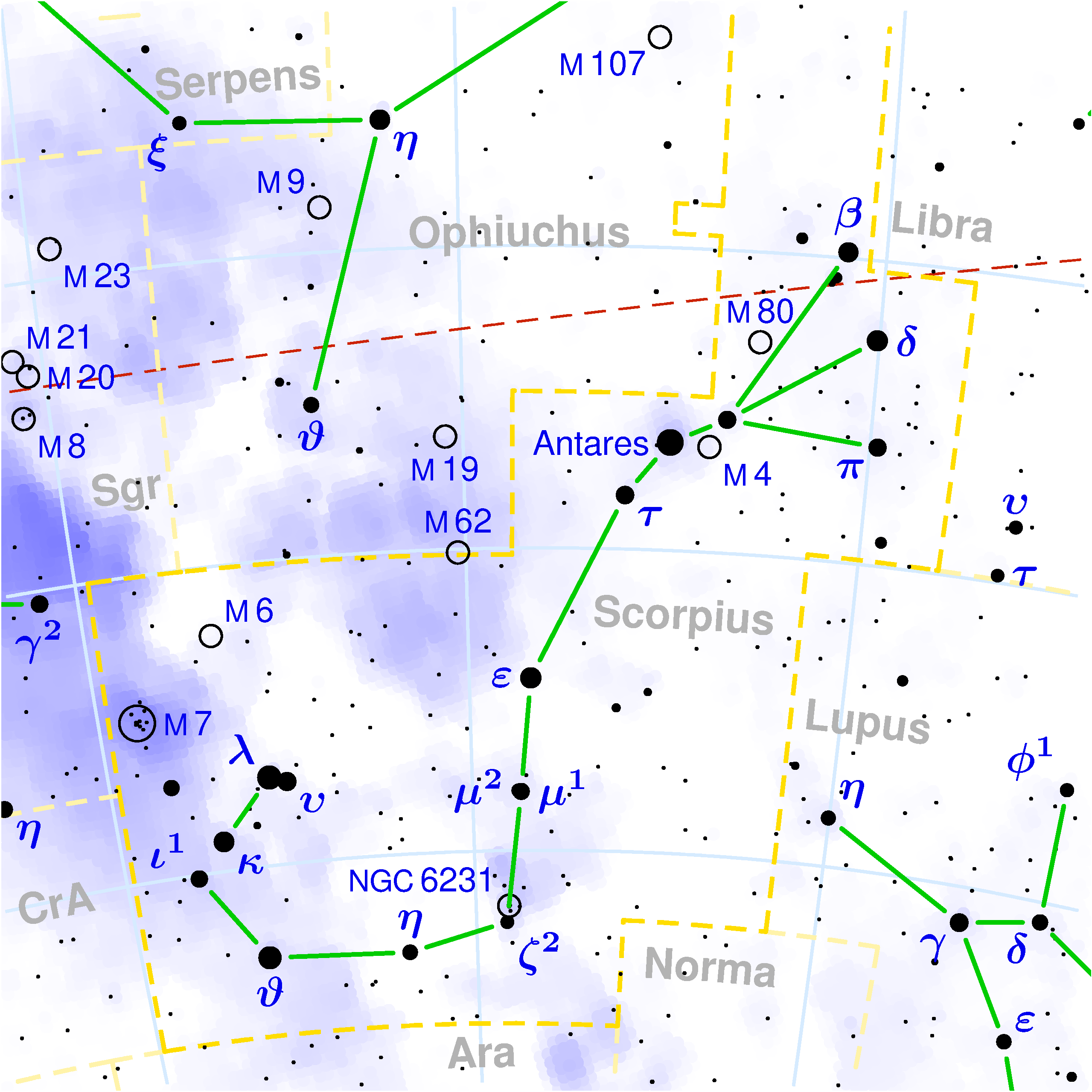
Sternbild Skorpion

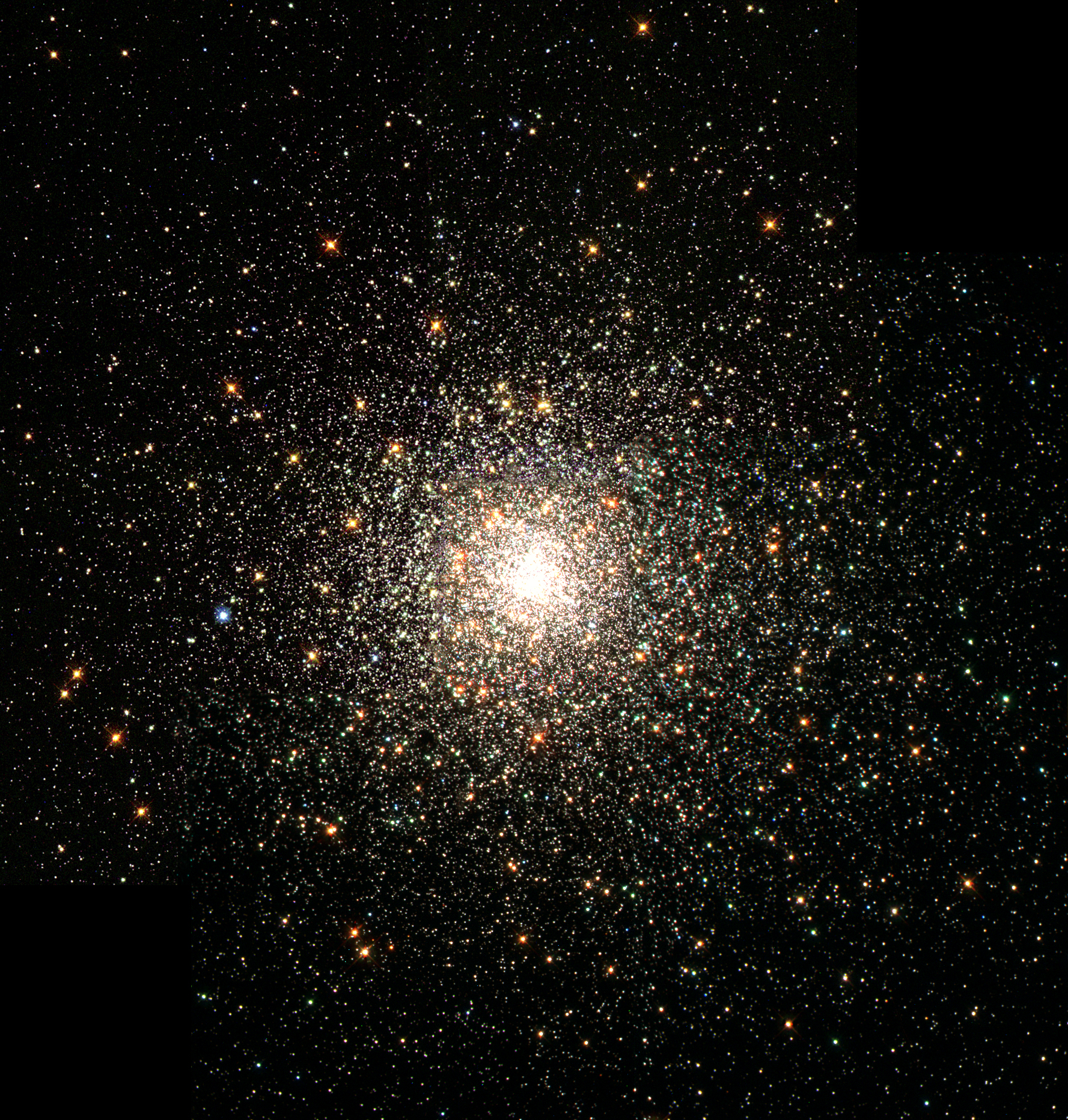
Kugelsternhaufen Messier 80

T Scorpii (auch Nova Scorpii 1860) war eine Nova im Kugelsternhaufen Messier 80 im Sternbild Skorpion, die am 21. Mai 1860 von Arthur von Auwers durch die Sternwarte Königsberg und von Norman Pogson am 28. Mai 1860 unabhängig durch das Hartwell-Observatorium entdeckt wurde. Bei ihrer Entdeckung hatte die Nova eine Helligkeit von 7,5m. In ihrer maximalen Leuchtkraft von 6,8m überstrahlte sie den gesamten Kugelsternhaufen.

## Koordinaten
- Rektaszension: 16h 17m 02s.82[4]
- Deklination: −22° 258' 33".9